# Schisdra (Fluss)
Die Schisdra (russisch Жиздра) ist ein 223 km langer linker Nebenfluss der Oka im europäischen Teil Russlands.

## Beschreibung
Die Schisdra entspringt im Südwesten der Oblast Kaluga rund 15 km östlich der Stadt Ljudinowo. Anfangs fließt sie nach Süden, biegt aber schon nach wenigen Kilometern nach Osten ab, wo sie die Stadt Schisdra erreicht. Anschließend wendet sie sich nach Norden, um wiederum wenig flussabwärts in östliche Richtungen abzubiegen.
Kurvenreich durchfließt sie den Mittelrussischen Landrücken in der südlichen Oblast Kaluga. Vor der Stadt Koselsk wendet sie sich wieder nach Norden. Kurz nach dem Durchfließen der Stadt passiert sie das Kloster Optina Pustyn, ein früheres geistliches Zentrum der Russisch-Orthodoxen Kirche. Weitere 30 km weiter mündet sie von links in die Oka.
Die Schisdra ist durchschnittlich von Ende November bis Anfang April gefroren. Im April kommt es während der Schneeschmelze zu ausgeprägten Frühlingshochwässern.

## Geschichte
Im Zweiten Weltkrieg kam es an der Schisdra zu schweren und verlustreichen Kämpfen zwischen Wehrmacht und Roter Armee. Nachdem am 16. Juli 1942 der strategisch wichtige Eisenbahnknotenpunkt Millerowo, etwa 300 km westlich von Stalingrad, in die Hände der Deutschen gefallen war, erhielt am 11. August 1942 später beförderte und höchstdekorierte Oberst Hermann Balck, damals Kommandeur der 11. Panzer-Division, den Befehl, er solle seine schnellen Einheiten Richtung Norden über die Schisdra werfen und dort einen Brückenkopf bilden. Balck meldet dem Oberkommando mehrmals, seine Männer könnten den Befehl nicht durchführen. Am 17. August tauchte sogar Hitlers Chefadjutant, Generalmajor Rudolf Schmundt, im Gefechtsstand auf, um die Division anzutreiben.